# Prieur conventuel
Pour les articles homonymes, voir Prieur (homonymie).
Un prieur conventuel était un dignitaire de l'ordre de Saint-Jean de Jérusalem qui était avant la réforme de 1301 du grand maître Guillaume de Villaret, le deuxième personnage de l'ordre.

## Historique
La fonction de prieur conventuel est attestée à partir de fin XIIe siècle. C'était le second dignitaire de l'Ordre, après le grand maître, de qui il relevait directement. À Rhodes, le prieur conventuel, aussi appelé grand prieur, faisait partie des huit baillis conventuels et avait rang d'évêque. Il résidait au collachium, où il desservait l'église conventuelle Saint-Jean. Le prieur conventuel, de qui relevait tous les frères cléricaux de l'Ordre, contrôlait la vie spirituelle et religieuse de l'ensemble de la communauté. Il avait aussi la responsabilité de la gestion des dîmes ou de l'enseignement.

## Sources
- Nicole Bériou (dir. et rédacteur), Philippe Josserand (dir.) et al. (préf. Anthony Luttrel & Alain Demurger), Prier et combattre : Dictionnaire européen des ordres militaires au Moyen Âge, Fayard, 2009, 1029 p. (ISBN 978-2-2136-2720-5, présentation en ligne)